# Resolució 1148 del Consell de Seguretat de les Nacions Unides
La Resolució 1148 del Consell de Seguretat de les Nacions Unides, adoptada per unanimitat el 26 de gener de 1998 després de recordar totes les resolucions anteriors sobre el Sàhara Occidental, particularment Resolució 1133 (1997), el Consell va aprovar el desplegament d'una unitat d'enginyeria per donar suport al desplegament de la Missió de Nacions Unides pel Referèndum al Sàhara Occidental (MINURSO).
La resolució va començar acollint amb beneplàcit el nomenament de Charles Dunbar, el Representant Especial del Secretari General Kofi Annan. El secretari general havia presentat plans que detallaven l'enfortiment de la MINURSO, i el Consell va acollir amb beneplàcit la represa de la identificació dels votants elegibles. Va aprovar el desplegament d'una unitat d'enginyeria per ajudar en activitats de desminatge i personal administratiu addicional per donar suport al desplegament de personal militar. S'instal·larien tropes addicionals quan es considerés necessari. Tant el govern marroquí com el Front Polisario van ser convocats a cooperar en la implementació del Pla de Regularització i en el procés d'identificació en forma oportuna.